# Ochagavía
Ochagavía (o Otsagabia in basco) è un comune spagnolo di 617 abitanti situato nella comunità autonoma della Navarra.